# Premi BAFTA 1958
I premi dell'11ª edizione dei British Academy Film Awards furono conferiti nel 1958 dalla British Academy of Film and Television Arts alle migliori produzioni cinematografiche del 1957.

## Vincitori e candidati

### Miglior film internazionale (Best Film from any Source)
- Il ponte sul fiume Kwai (The Bridge on the River Kwai), regia di David Lean
- L'anima e la carne (Heaven Knows, Mr. Allison), regia di John Huston
- Colui che deve morire (Celui qui doit mourir), regia di Jules Dassin
- Un condannato a morte è fuggito (Un condamné à mort s'est échappé, sottotitolo: Le vent souffle où il veut), regia di Robert Bresson
- Il lamento sul sentiero (Pather Panchali), regia di Satyajit Ray
- Nel fango della periferia (Edge of the City), regia di Martin Ritt
- La notte dello scapolo (The Bachelor Party), regia di Delbert Mann
- L'ora del terrore (That Night!), regia di John Newland
- Orizzonti di gloria (Paths of Glory), regia di Stanley Kubrick
- La parola ai giurati (12 Angry Men), regia di Sidney Lumet
- Il principe e la ballerina (The Prince and the Showgirl), regia di Laurence Olivier
- Il quartiere dei lillà (Porte des Lilas), regia di René Clair
- Quel treno per Yuma (3:10 to Yuma), regia di Delmer Daves
- Il segno della legge (The Tin Star), regia di Anthony Mann
- Sul sentiero del sole (The Shiralee), regia di Leslie Norman
- Terra di ribellione (Windom's Way), regia di Ronald Neame

### Miglior film britannico (Best British Film)
- Il ponte sul fiume Kwai (The Bridge on the River Kwai)
- Il principe e la ballerina (The Prince and the Showgirl)
- Sul sentiero del sole (The Shiralee)
- Terra di ribellione (Windom's Way)

### Miglior attore britannico (Best British Actor)
- Alec Guinness – Il ponte sul fiume Kwai (The Bridge on the River Kwai)
- Peter Finch – Terra di ribellione (Windom's Way)
- Trevor Howard – Manuela
- Laurence Olivier – Il principe e la ballerina (The Prince and the Showgirl)
- Michael Redgrave – L'alibi dell'ultima ora (Time Without Pity)

### Migliore attrice britannica (Best British Actress)
- Heather Sears – La storia di Esther Costello (The Story of Esther Costello)
- Deborah Kerr – Tè e simpatia (Tea and Sympathy)
- Sylvia Syms – L'adultero (Woman in a Dressing Gown)

### Miglior attore straniero (Best Foreign Actor)
- Henry Fonda – La parola ai giurati (12 Angry Men)
- Richard Basehart – Il fronte del silenzio (Time Limit)
- Pierre Brasseur – Il quartiere dei lillà (Porte des Lilas)
- Tony Curtis – Piombo rovente (Sweet Smell of Success)
- Jean Gabin – La traversata di Parigi (La traversée de Paris)
- Robert Mitchum – L'anima e la carne (Heaven Knows, Mr. Allison)
- Sidney Poitier – Nel fango della periferia (Edge of the City)
- Ed Wynn – The Great Man

### Migliore attrice straniera (Best Foreign Actress)
- Simone Signoret – Le vergini di Salem (Les sorcières de Salem)
- Augusta Dabney – L'ora del terrore (That Night!)
- Katharine Hepburn – Il mago della pioggia (The Rainmaker)
- Marilyn Monroe – Il principe e la ballerina (The Prince and the Showgirl)
- Lilli Palmer – Anastasia - L'ultima figlia dello zar (Anastasia - Die letzte Zarentochter)
- Eva Marie Saint – Un cappello pieno di pioggia (A Hatful of Rain)
- Joanne Woodward – La donna dai tre volti (The Three Faces of Eve)

### Migliore attore o attrice debuttante (Most Promising Newcomer to Film)
- Eric Barker – 4 in legge (Brothers in Law)
- Mylène Demongeot – Le vergini di Salem (Les sorcières de Salem)
- Elvi Hale – True as a Turtle
- James MacArthur – Colpevole innocente (The Young Stranger)
- Keith Michell – True as a Turtle

### Migliore sceneggiatura per un film britannico (Best British Screenplay)
- Pierre Boulle – Il ponte sul fiume Kwai (The Bridge on the River Kwai)
- Jill Craigie – Terra di ribellione (Windom's Way)
- John Eldridge, William Rose – La pazza eredità (The Smallest Show on Earth)
- John Eldridge, William Rose – L'uomo nel cielo (The Man in the Sky)
- Cy Endfield, John Kruse – I piloti dell'inferno (Hell Drivers)
- Charles Kaufman – La storia di Ester Costello (The Story of Esther Costello)
- Arthur Laurents – Anastasia
- Terence Rattigan – Il principe e la ballerina (The Prince and the Showgirl)
- Jack Whittingham – The Birthday Present
- Ted Willis – L'adultero (Woman in a Dressing Gown)

### Miglior documentario (Best Documentary Film)
- Journey Into Spring, regia di Ralph Keene
- City of Gold, regia di Colin Low, Wolf Koenig
- Holiday regia di John Taylor
- Tutti i giorni eccetto Natale (Every Day Except Christmas), regia di Lindsay Anderson
- The USA in the 30's

### Premio UN (UN Award)
- Destinazione Parigi (The Happy Road), regia di Gene Kelly
- Like Paradise
- Out